# Kaniowice
Kaniowice (cz. Kaňovice, niem. Kaniowitz) – wieś gminna na Śląsku Cieszyńskim w Czechach, w kraju morawsko-śląskim (powiat Frydek-Mistek). 

## Historia
Wzmiankowane po raz pierwszy w 1652 roku jako Agrum Kaniowicz. Powstała podczas akcji kolonizacyjnej nowych właścicieli frydeckiego państwa stanowego.
Według austriackiego spisu ludności z 1910 roku Kaniowice miały 240 mieszkańców, z czego wszyscy byli czeskojęzyczni i katolikami.